# Telmatobufo bullocki
A Telmatobufo bullocki a kétéltűek (Amphibia) osztályába, a békák (Anura) rendjébe és a Calyptocephalellidae családjába tartozó faj.

## Elnevezése
Nevét az első két példányt begyűjtő Dillman Samuel Bullock (1878-1971) tiszteletére kapta.

## Előfordulása
A faj Chile endemikus faja, az ország parti hegyláncának részét képező Cordillera de Nahuelbuta néhány területén fordul elő a Nahuelbuta Nemzeti Parkban. Ritka faj, az 1992-2002 között folytatott terepmunka csak egyetlen felnőtt példányt tárt fel. Természetes élőhelyei a gyorsan folyó patakok, mérsékelt övi Nothofagus erdőkben. Élőhelyének elvesztése fenyegeti a patakok tarvágás miatti eliszaposodása következtében.

## Megjelenése
A faj típuspéldánya, egy kifejlett hím 63 mm volt.